# Holcobius minor
Holcobius minor är en skalbaggsart som beskrevs av Perkins 1910. Holcobius minor ingår i släktet Holcobius och familjen trägnagare. Inga underarter finns listade i Catalogue of Life.